# Kirkjubøur (dokumentarfilm)
Kirkjubøur er en dansk dokumentarfilm fra 1985 instrueret af Unnar Gudbjørnsson.

## Handling
Færøernes ældste kongsborg Kirkjubøur er over 900 år gammel. Stedets historie går tilbage til de irske munke, og mange ting minder endnu herom.